# Maki Ueda
Pour les articles homonymes, voir Ueda et Ueda (homonymie).
Maki Ueda (上田麻希, Ueda Maki), née en 1974 à Tokyo (Japon), est une artiste japonaise.

## Biographie
Maki Ueda étudie les arts médiatiques auprès de Masaki Fujihata au Département d'information environnementale (BA 1997, MA 1999) de l'Université Keiō, à Tokyo, au Japon.
En 2011, Maki Ueda est commissaire invitée pour l'exposition Palm Top Theatre pour V2_, Lab for the Unstable Media à Rotterdam, aux Pays-Bas,.
Elle est actuellement basée à Okinawa et à Tokyo, au Japon,.

## Œuvre
Maki Ueda est connue pour son travail qui concentre l'attention sur le parfum avec une influence minimale des autres sens et est considérée comme une pionnière importante dans le domaine de l'art olfactif.
Sa série « Olfactory Labyrinths » se compose d'installations qui doivent être parcourues uniquement avec le nez. Ainsi, le participant doit s'appuyer sur son expérience olfactive sans autres entrées sensorielles.
Contribuant à une exposition intitulée « If There Ever Was : An Exhibition of Extinct and Impossible Smells », à la galerie Reg Vardy de Sunderland, en Angleterre, en 2009, l'œuvre d'Ueda « évoquait l'odeur corporelle des suspects politiques en Allemagne de l'Est, soigneusement stockés dans des bocaux » par la Stasi afin de les retrouver un jour avec des chiens.
Ueda est également connue pour son travail avec le kōdō, sensibilisant les gens à cette pratique tout en enseignant les jeux olfactifs avec son cours Smell and Art au programme interfacultaire ArtScience de la Royal Academy of Art et du Royal Conservatoire de La Haye, aux Pays-Bas. Le cours s'est déroulé entre 2009 et 2018. Dans le programme des Jeux olfactifs, elle s'est inspirée des jeux olfactifs japonais traditionnels connus sous le nom de kōdō, en prenant leur approche conceptuelle et abstraite de l'odorat pour extrapoler d'autres types de jeux.

## Récompenses et distinctions
Maki Ueda a été nommée à plusieurs reprises pour les Art and Olfaction Awards Sadakichi Award for Experimental Work with Scent. Elle a été nommée pour les œuvres suivantes : « The Juice of War » (2016), « Olfactory Games » (2018), « Tangible Scents : Composition of Rose in the Air » (2019), « Olfactory Labyrinth V. 5 : Invisible Footprints » (2020).
Maki Ueda a été nommée pour les World Technology Awards (catégorie : Art) en 2019. Elle a reçu la bourse de la POLA Arts Foundation en 2007.